# Delta Force (USA)
 Der er for få eller ingen kildehenvisninger i denne artikel, hvilket er et problem. Du kan hjælpe ved at angive troværdige kilder til de påstande, som fremføres i artiklen.

 For alternative betydninger, se Delta Force (flertydig). (Se også artikler, som begynder med Delta Force)
Delta Force, med det officielle navn US Army 1st Special Forces Operational Detachment-Delta (1-SFOD-D), er den amerikanske hærs tier 1-gruppe, som betyder, at de er eliten i den amerikanske hær.
Både den amerikanske flåde og luftvåben har tilsvarende tier 1-enheder (SEAL Team Six og 24th Special Tactics Squadron).

## Missioner
- Operation Eagle Claw – mislykket befrielse af gidsler i Teheran 1980.
- Operation Urgent Fury – invasion af Grenada 1983.
- Operation Nifty Package – tilfangetagelse af Panamas Manuel Noriega i 1989.
- Operation Desert Storm – mod Irak 1991.
- Operation Gothic Serpent – i Mogadishu 1993.
- Operation Uphold Democracy – Haiti 1994.
- Operation Enduring Freedom – eftersøgning af al-Qaeda-folk i Afghanistan 2001-?
- Operation Iraqi Freedom – eftersøgning af Saddam Hussein mm. i Irak 2003.

| Militær | Spire Denne artikel om militær er en spire som bør udbygges. Du er velkommen til at hjælpe Wikipedia ved at udvide den. |

35°07′N 79°22′V / 35.12°N 79.36°V